# Illán de Vacas
Illán de Vacas là một làng trong tỉnh Toledo, Castile-La Mancha, Tây Ban Nha.